# Chambord, Eure
Chambord är en kommun i departementet Eure i regionen Normandie i norra Frankrike. Kommunen ligger i kantonen Rugles som tillhör arrondissementet Évreux. År 2022 hade Chambord 172 invånare.

## Befolkningsutveckling
Antalet invånare i kommunen Chambord
Referens:INSEE